# Agustín Jarabo
Agustín Jarabo Domínguez (Orense, 11 de octubre de 1911-Lugo, 20 de enero de 1961) fue un futbolista español. Jugaba de delantero y su primer y único club fue el Celta de Vigo, donde desarrolló gran parte de su carrera.

## Carrera
Comenzó su carrera en 1938 jugando para el Celta de Vigo. Jugó para el club hasta 1944, retirándose definitivamente del fútbol profesional. Toda su carrera la desarrolló en ese equipo, a excepción de tres partidos con la Cultural Leonesa en segunda división.

## Fallecimiento
Falleció en su casa de Lugo, el 20 de enero de 1961 a los 49 años de edad.

## Clubes
| Club          | País   | Año       |
| ------------- | ------ | --------- |
| Celta de Vigo | España | 1939-1944 |

- Datos: Q16527600